# パパとKISS IN THE DARK
「パパとKISS IN THE DARK」（パパとキス・イン・ザ・ダーク）は、南原兼による日本のBL小説作品の一つとされている。2005年に白泉社から発売されたOVA。

## あらすじ
白桜学院高校1年宗方実良の恋人は、父親兼超人気フェロモン俳優の宗方鏡介。
いつもラブラブな二人の周りには、実良の事を狙っている生徒会長の宇都宮貴之や、実良を貴之から守ろうとしている幼なじみの日野一樹。
更に貴之の義理の母親でもある人気女優宇都宮美月と鏡介との熱愛説が報道され…トラブルの絶えない日々に困惑し複雑な心境の実良…。人気フェロモン俳優とその息子の恋物語。

## 登場人物
宗方　実良（むなかた みら）
声 - 緑川光
宗方　鏡介（むなかた きょうすけ）
声 - 三木眞一郎
宇都宮　貴之（うつのみや たかゆき）
声 - 子安武人
日野　一樹（ひの かずき）
声 - 千葉進歩
宇都宮　美月（うつのみや みつき）
声 - 勝生真沙子
桜井　シュン（さくらい シュン）
声 - SHUN（子供の頃 - 寺島拓篤）
北条　朔弥（ほじょう さくや）
声 - 寺島拓篤

## スタッフ
- 原作：南原兼
- 監督・絵コンテ：磨積良亜澄
- 演出：爽田夏央
- 脚本：影山由美
- キャラクターデザイン・総作画監督：岡真里子
- 作画監督：荒木弥緒（#1）、安田京弘（#2）
- 作画監督協力：荒木弥緒（#2）
- 動画検査：神原よし美
- 動画：常州新星美術、ファンタジア、アクタス、ティー・エヌ・ケー
- 美術監督：安原稔
- 背景：IMAGE ROOMジロー
- 色彩設計：鈴城るみ子
- 仕上：スタジオキャッツ、ファンタジア、スタジオab
- 撮影監督：沢直人
- 撮影：ファルコン
- 編集：和田光弘
- 音響監督：小林克良
- 音響効果：森川永子
- 録音調整：野口あきら
- 録音スタジオ：ブーメランスタジオ
- 音響制作：トリニティーサウンド
- サウンドプロデュース：和也
- 音楽：CORNEA
- 音楽プロデューサー：堀尾裕樹、本野信介
- 設定・制作進行：大島泰美
- 協力：白泉社「花丸」編集部
- 宣伝プロデューサー：三原浩樹
- プロデューサー：宇都貴博、小野朝子、牧陽子
- 制作プロデューサー：中川忍
- アニメーション制作：ティー・エヌ・ケー
- 製作委員会：ソルブレイド / 白泉社 / ティー・エヌ・ケー

## 主題歌
- エンディング『close to you』
作詞・作曲：和也、編曲：R.terada、歌：It's